# Ixodes woodi
Ixodes woodi är en fästingart som beskrevs av Bishopp 1911. Ixodes woodi ingår i släktet Ixodes och familjen hårda fästingar. Inga underarter finns listade i Catalogue of Life.